# ハイランド郡 (オハイオ州)
ハイランド郡（英: Highland County）は、アメリカ合衆国オハイオ州の南部に位置する郡である。2010年国勢調査での人口は43,589人であり、2000年の40,875人から6.6%増加した。郡庁所在地はヒルズバロ市（人口6,605人）であり、同郡で人口最大の都市でもある。郡名はリトルマイアミ川とサイオト川の流域を分ける丘陵性の地形から採られた。

## 地理
アメリカ合衆国国勢調査局に拠れば、郡域全面積は577.79平方マイル (1,444.7 km2)であり、このうち陸地553.08平方マイル (1,432.5 km2)、水域は4.71平方マイル (12.2 km2)で水域率は0.84%である。

### 隣接する郡
- ファイエット郡 - 北
- ロス郡 - 北東
- パイク郡 - 東
- アダムズ郡 - 南東
- ブラウン郡 - 南西
- クリントン郡 - 北西

## 人口動態
以下は2000年国勢調査による人口統計データである。
| 基礎データ - 人口: 40,875人 - 世帯数: 15,587 世帯 - 家族数: 11,394 家族 - 人口密度: 29人/km2（74人/mi2） - 住居数: 17,583軒 - 住居密度: 12軒/km2（32軒/mi2） 人種別人口構成 - 白人: 96.88% - アフリカン・アメリカン: 1.50% - ネイティブ・アメリカン: 0.24% - アジア人: 0.32% - 太平洋諸島系: 0.04% - その他の人種: 0.15% - 混血: 0.88% - ヒスパニック・ラテン系: 0.53% 年齢別人口構成 - 18歳未満: 27.0% - 18-24歳: 8.5% - 25-44歳: 27.8% - 45-64歳: 22.8% - 65歳以上: 13.8% - 年齢の中央値: 36歳 - 性比（女性100人あたり男性の人口） - 総人口: 95.2 - 18歳以上: 92.8 | 世帯と家族（対世帯数） - 18歳未満の子供がいる: 34.0% - 結婚・同居している夫婦: 58.4% - 未婚・離婚・死別女性が世帯主: 10.3% - 非家族世帯: 26.9% - 単身世帯: 23.2% - 65歳以上の老人1人暮らし: 10.6% - 平均構成人数 - 世帯: 2.60人 - 家族: 3.04人 収入と家計 - 収入の中央値 - 世帯: 35,313米ドル - 家族: 41,091米ドル - 性別 - 男性: 32,541米ドル - 女性: 22,842米ドル - 人口1人あたり収入: 16,521米ドル - 貧困線以下 - 対人口: 11.8% - 対家族数: 9.0% - 18歳未満: 15.4% - 65歳以上: 11.4% |

## 郡区

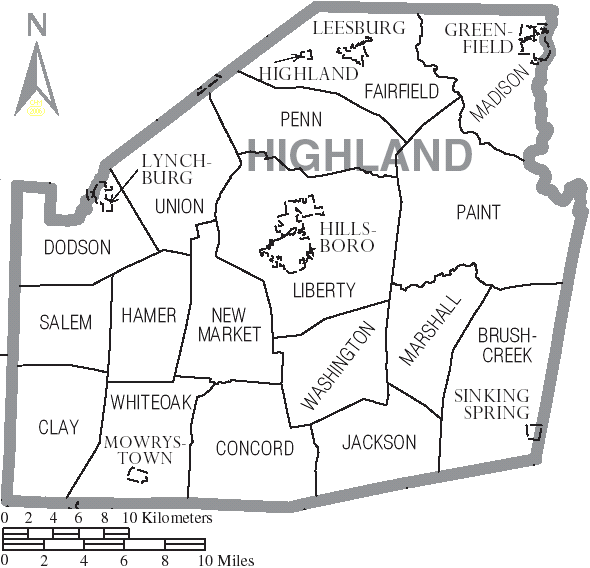
ハイランド郡図

ハイランド郡は下記17の郡区に分割されている。
| - ブラッシュクリーク - クレイ - コンコード - ドッドソン - フェアフィールド - ハマー | - ジャクソン - リバティ - マディソン - マーシャル - ニューマーケット - ペイント | - ペン - セイラム - ユニオン - ワシントン - ホワイトオーク |

### 都市
- ヒルズバロ - 郡庁所在地

### 村
| - グリーンフィールド - ハイランド - リーズバーグ | - リンチバーグ - モーリスタウン - シンキングスプリング |

### 未編入の町
| - アレンズバーグ - ベルファスト - ベリーズビル - ボストン - ブリッジズ - ビュフォード - キャリータウン - カーメル - センターフィールド | - ダンビル - ドッドソンビル - イーストダンビル - イーストモンロー - エルムビル - フェアファックス - フェアビュー - フォルサム - ギストセトルメント | - ハリエット - ハーウッド - ホーグランド - ホロータウン - マーシャル - ニューマーケット - ニューピーターズバーグ - プライスタウン - レインズボロ | - ラッセル - サマンサ - シャックルトン - ストリングタウン - シュガーツリーリッジ - テイラーズビル - ウィレッツビル |

## 非営利団体
ハイランド郡ハビタート・フォー・ヒューマニティは2000年に設立され、それ以来3つのホームを建設してきた。1つはヒルズバロのジョンソン通りに、他の2つはグリーンフィールドの2番通りにある。ハイランド郡ハビタートは、非営利の世界的なキリスト教家屋組織であるハビタート・フォー・ヒューマニティ・インターナショナルの傘下で運営している。ハビタート・フォー・ヒューマニティ質素で入手可能な家屋を建設または改修する必要のある人々との協業で動いている。家屋は利益無し、利子無しで必要とする人に売却されている。
ハイランド・サンクチュアリはハイランド郡を中心とする自然保護の繋がりであり、同名の組織が所有している。

## 図書館
ハイランド図書館地区は郡内の公共図書館システムである。本館はヒルズバロにあり、他にグリーンフィールド、リーズバーグ、リンチバーグの3か所に支所がある。この図書館は会員図書館の690万冊以上の書籍にアクセスできるSEOコンソーシアムの会員である。

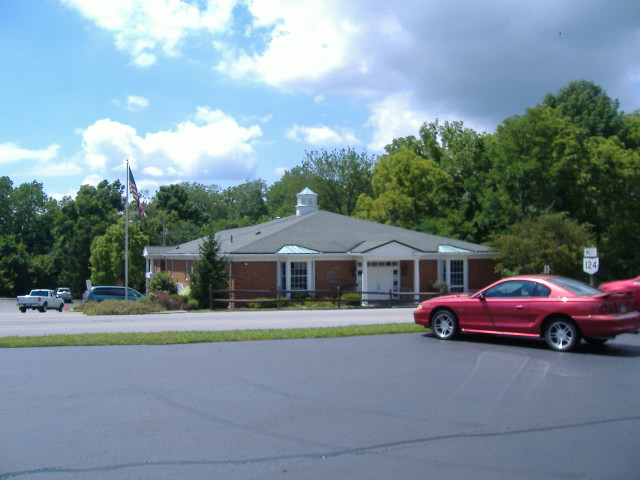
ヒルズバロ図書館
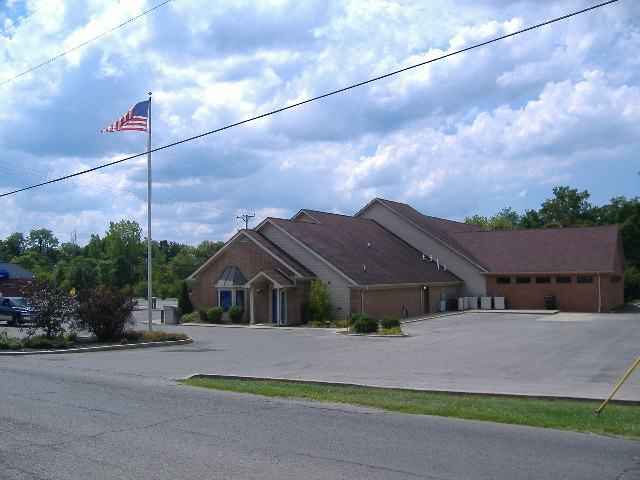
グリーンフィールド図書館
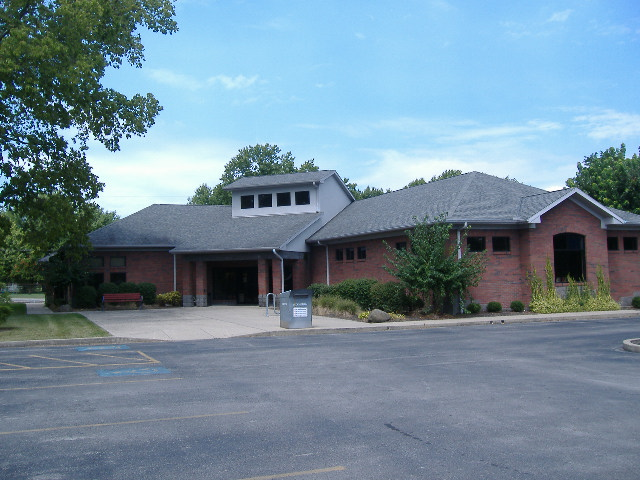
リーズバーグ図書館
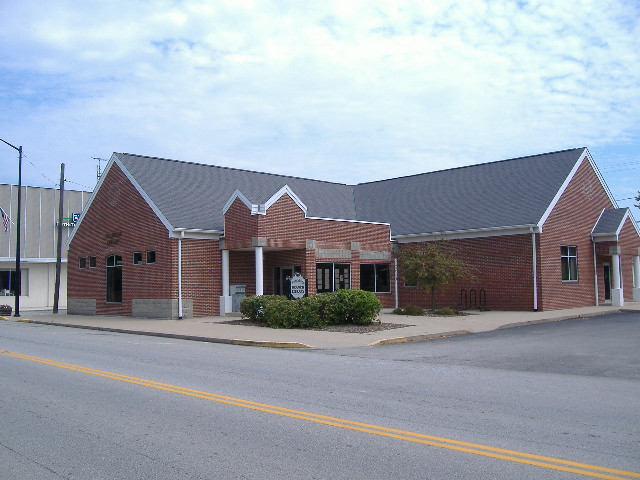
リンチバーグ図書館